# Hans ten Houten
Hans ten Houten (Amsterdam (Watergraafsmeer), 14 april 1916 - Eemnes, 10 december 1988) is een Nederlands roeier. Hij nam eenmaal deel aan de Olympische Spelen, maar won bij die gelegenheid geen medailles.
In 1936 maakt hij op 20-jarige leeftijd zijn olympisch debuut bij de Spelen van Berlijn. Hij nam deel aan het roeionderdeel skiff. De roeiwedstrijden werden gehouden bij een kano- en roeibaar bij Grünau. Deze baan was 2000 meter lang en had een breedte waardoor zes boten gelijk konden starten. Na een tijd van 7.42,9 in de series en 7.48,6 in de repêchage was hij uitgeschakeld.
In zijn actieve tijd was hij aangesloten bij de Amsterdamse roeivereniging Willem III. Hij werkte als radio-technicus en later als inkoper, bedrijfskader trainer, fabrikant en juwelier.

## Palmares

### roeien (skiff)
- 1936, 20 september: Hollandbeker[1]
- 1972: 3e repêchage OS - 7.48,6

1. ↑  HENK SCHRIK | HOLLAND BEKER WINNERS | ROWING ROEIEN RUDERN. www.elbadawy.com. Gearchiveerd op 14 mei 2021. Geraadpleegd op 14 mei 2021.